# Ajmonia patellaris
Ajmonia patellaris là một loài nhện trong họ Dictynidae.
Loài này thuộc chi Ajmonia. Ajmonia patellaris được Eugène Simon miêu tả năm 1910.